# Berberkröte

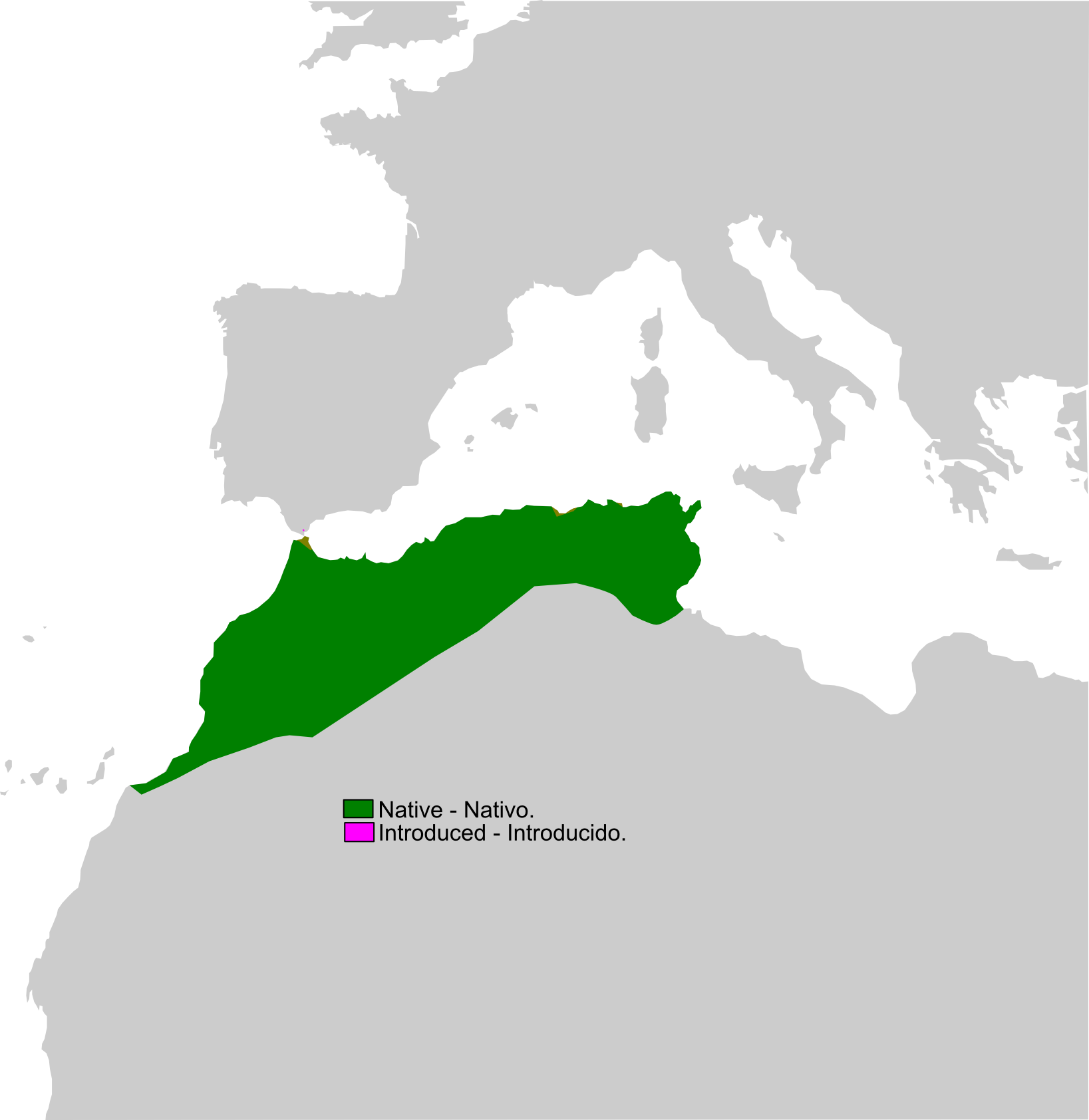
Das Verbreitungsgebiet der Berberkröte

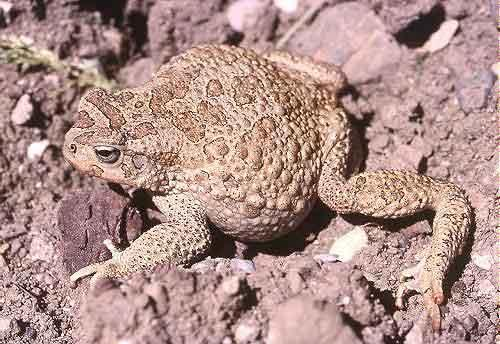

Die Berberkröte (Sclerophrys mauritanica, Syn.: Amietophrynus mauritanicus) ist eine Art der Kröten und lebt in Nordwestafrika.

## Merkmale
Eine sehr große Kröte mit breitem Kopf und kurzer, in Seitenansicht rundlich abfallender Schnauze. Männchen werden bis zu 13,2 cm lang, Weibchen bis zu 16 cm. Hinter den Augen befinden sich große, flache Ohrdrüsen-Pakete (Parotiden). Die Iris ist gräulich oder gelblich-metallisch, mit einem verwaschenen, längs verlaufenen Streifen auf Höhe der quer-ovalen Pupille. Die Grundfarbe ist oberseits gelblich, gräulich oder hell-cremefarben. Darauf befindet sich ein sehr variables Muster dunkelroter, orangefarbener, dunkelbrauner oder braungrauer Flecken, die schwarzbraun umrandet sind. Die oft großen Flecken können miteinander verschmelzen und dann den überwiegenden Teil der Rückenfarbe ausmachen, sie können aber auch stark reduziert oder nur andeutungsweise ausgebildet sein. Weibchen häufig mit kräftigerer, kontrastreicherer Fleckenzeichnung. Männchen oft blasser, weniger kontrastreich. Männchen mit dickeren Armen und einem Kehlsack mit kehlständiger innerer Schallblase. Ihr Ruf ist eine Folge lauter, rauer, abgehackt klingender Impulse. Die von einer dünnen Hülle umgebenen Laichschnüre enthalten zwischen etwa 5000 und mehr als 10.000 Eier, die oberseits schwärzlich, unterseits hell-gelblich gefärbt sind. Die bis 3 cm lang werdenden Larven sind oberseits schwarz mit kräftig goldfarbenen Tupfen, unterseits dunkelgrau. Das Schwanzende bei ihnen ist abgerundet, die hellen und mäßig hohen Schwanzsäume setzen auf Höhe der Hinterbeine an. Der obere Schwanzsaum ist sehr fein dunkel gesprenkelt. Frisch metamorphosierte Jungtiere sind 1 bis 1,2 cm lang.

## Verbreitung
Das Verbreitungsgebiet der Art liegt überwiegend in Nordafrika. Dort erstreckt es sich im Westen von der Westsahara über nahezu ganz Marokko und den Norden Algeriens bis in die nördliche Hälfte von Tunesien im Osten. Dabei besiedelt sie auch die spanischen Enklaven Ceuta und Melilla. Verschleppt wurde die Art in den Naturpark Los Alcornocales in der Provinz Cádiz im Süden von Spanien und nach Gibraltar, wo zumindest zeitweilig auch Reproduktion beobachtet werden konnte. Fraglich ist, ob sich diese Populationen langfristig halten.

## Lebensraum
Von Meeresspiegelhöhe bis 2600 m über NN im Hohen Atlas. Abgesehen von dichten Wäldern findet sich die Art in allen möglichen Lebensräumen bis zu den Oasen der Sahara. Laicht in vielerlei Gewässern, auch in stärker salzhaltigem Wasser.

## Lebensweise
In kälteren Regionen wird eine Überwinterung eingehalten. Im trockenen Hochsommer leben die Tiere sehr zurückgezogen, dann sind sie ausschließlich dämmerungs- und nachtaktiv. Tagsüber sitzen sie in selbstgegrabenen Erdröhren, unter Steinen oder in den Röhren von Bewässerungsanlagen. Bei der zum Teil massenhaften Anwanderung zum Laichgewässer werden Strecken bis 2 km und mehr zurückgelegt. Paarung und Ablaichen sind stark von der lokalen Witterung abhängig und an feuchtes Wetter, vorzugsweise von Herbst bis Frühjahr, gebunden. Abgelaicht wird innerhalb von ein bis zwei Wochen, wobei auch mehrere Laichperioden vorkommen können. In der feuchten Regenphase, vor allem von Herbst bis Frühjahr, lassen die Tiere nachts laute Rufe erklingen.
Die Nahrung besteht aus einem breiten Spektrum an Wirbellosen, wobei Ameisen und Käfer, insbesondere Schwarzkäfer, bevorzugt werden. Außerdem werden gerne Doppelschleichen (Blanus-Arten und Trogonophis wiegmanni) erbeutet.

## Gefährdung
Die IUCN listet die Art als nicht gefährdet (least concern) mit einer stabilen Population. Die Art ist in Nordwestafrika vielerorts die zweithäufigste Amphibienart nach dem dort lebenden Wasserfrosch Pelophylax saharicus. Eine ernste Gefährdung ist demnach nicht anzunehmen. Jedoch erleiden viele Kröten den Straßentod, wenn sie in der Laichzeit ihre Laichgewässer aufsuchen.

## Taxonomie
Ursprünglich wurde die Art als Bufo mauritanicus beschrieben.